# Герб Дзукии
Герб Дзукии (лит. Dzūkijos herbas) — символ историко-этнографического региона Дзукия в Литве. Утверждён 25 февраля 2003 года.

## Описание
В синем поле, серебряный закованный в латы солдат, держащий в правой руке золотую алебарду на серебряном древке, а левая рука покоится на балтском серебряном щите, украшенном золотом сверху и снизу. Щит поддерживают две стоящие на серебряной балке серебряные рыси с золотыми когтями и языками. Балку обвивает серебряная лента с надписью синими буквами: лат. Ex gente bellicosissima populus laboriosus — «Из воинственного рода трудолюбивый народ».
Девиз является напоминанием о древнем воинственном племени ятвягов, которые были одними из предков современных литовцев-дзуков. Синее поле щита — аллюзия на цвет хоругви Трокского воеводства, известной со второй половины XVI века — она использовалась во время посполитого рушения (ополчения). Две рыси символизируют Дзукию как край красивой природы и лесов

## История
В основе герба Дзукии лежит гербы Трокского княжества и Трокского воеводства. Изображение вооружённого воина впервые встречается на печати троцкого князя Кейстута в 1379 году. На ней изображён стоящий на земле пехотинец в пластинчатых доспехах и конусной капеллине; он держит правую руку меча, а левой рукой опирается на щит-павезу.
На больших печатях великого князя литовского Витовта Кейстутовича фигурирует герб Трокского княжества. Так, на печати 1404 года пехотинец держит в правой руке щита, а левой рукой опирается на копьё. На печати 1407 года щит и копьё поменяны местами. Тот же трокский пехотинец, но без щита изображён на большой печати Сигизмунда Кейстутовича от 1437 года.
С XVII века вместо копья в гербе Трокского воеводства чаще изображалась алебарда.
25 февраля 2003 года Геральдическая комиссия Литвы одобрила проекты герба и флага Дзукии, созданные художником Арвидасом Каждайлисом по инициативе депутатов Сейма А. Скарджюса и Г. Якаониса.
По согласию Дзукского культурного сообщества для герба Алитусского уезда использован малый герб Дзукии.

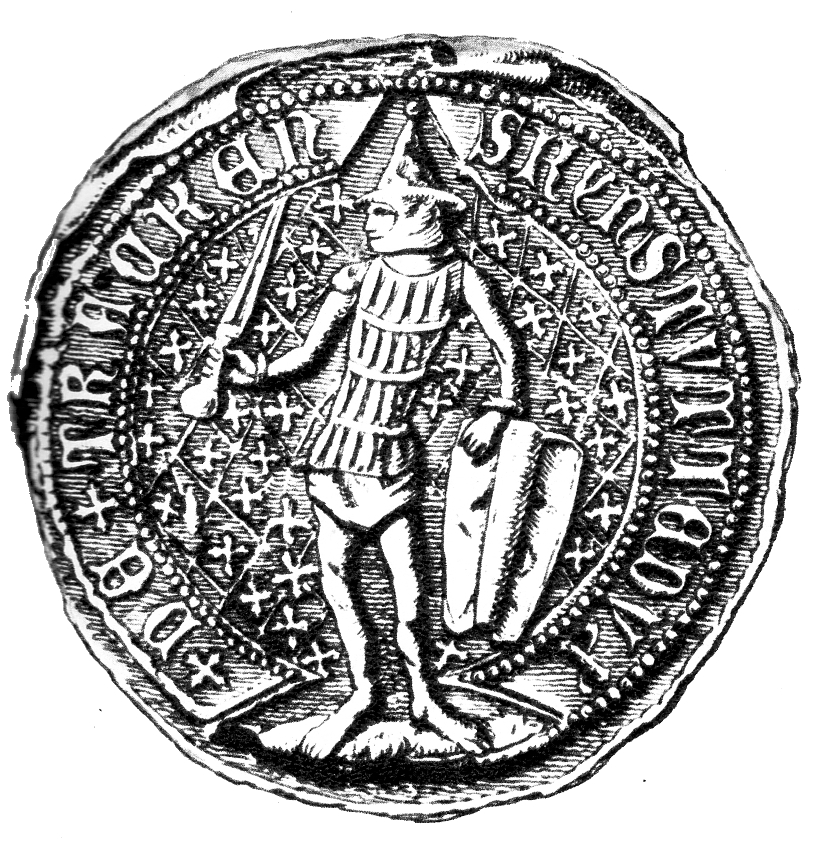
Печать Кейстута, 1379 г.
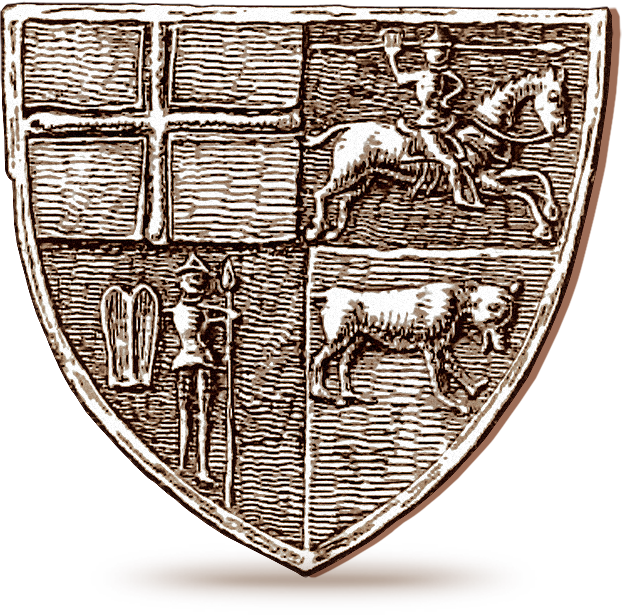
Герб с печати Витовтa, 1404 г.
Герб Трокского княжества. С печати Витовтa, 1407 г. (вар. 1)
Герб Трокского княжества. С печати Витовтa, 1407 г. (вар. 2)
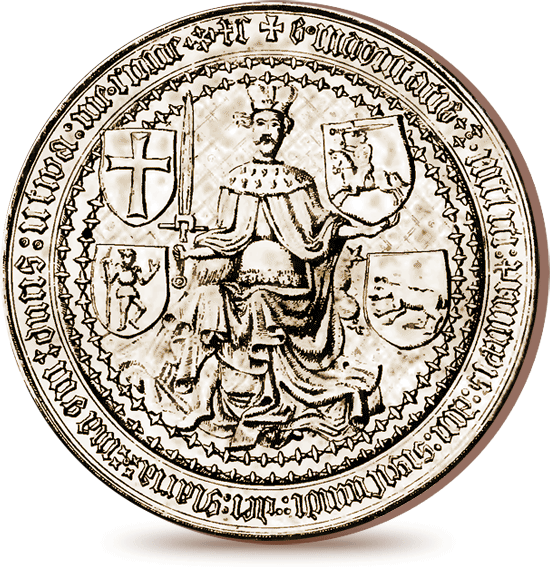
Печать Сигизмунда Кейстутовича, 1437 г.
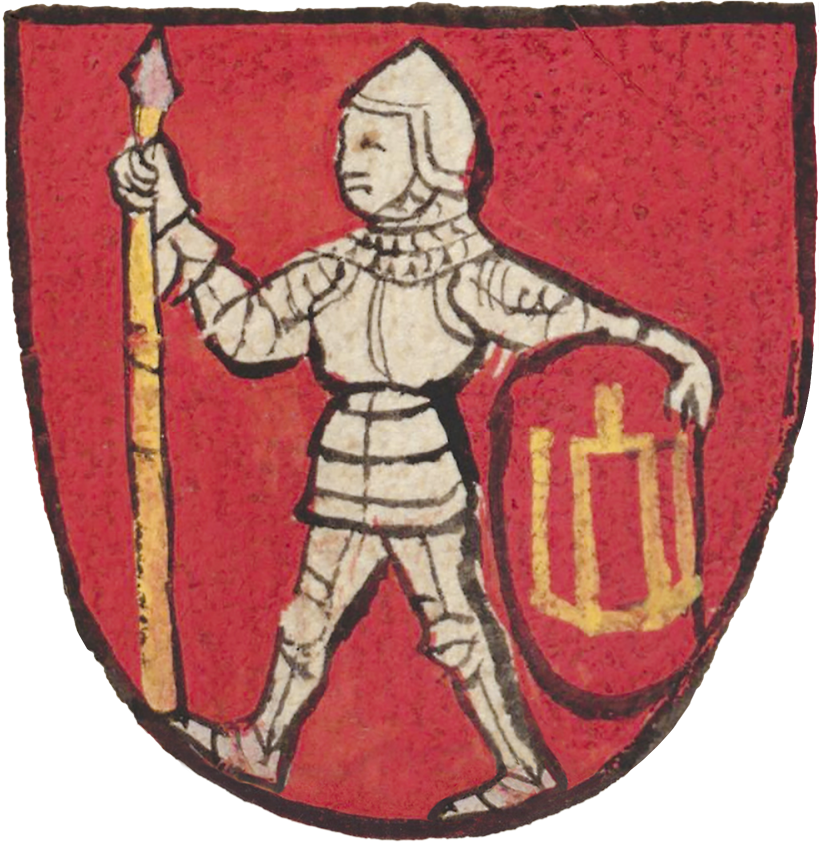
Герб Трокского воеводства из гербовника Armorial Lyncenich, ок. 1435 г.
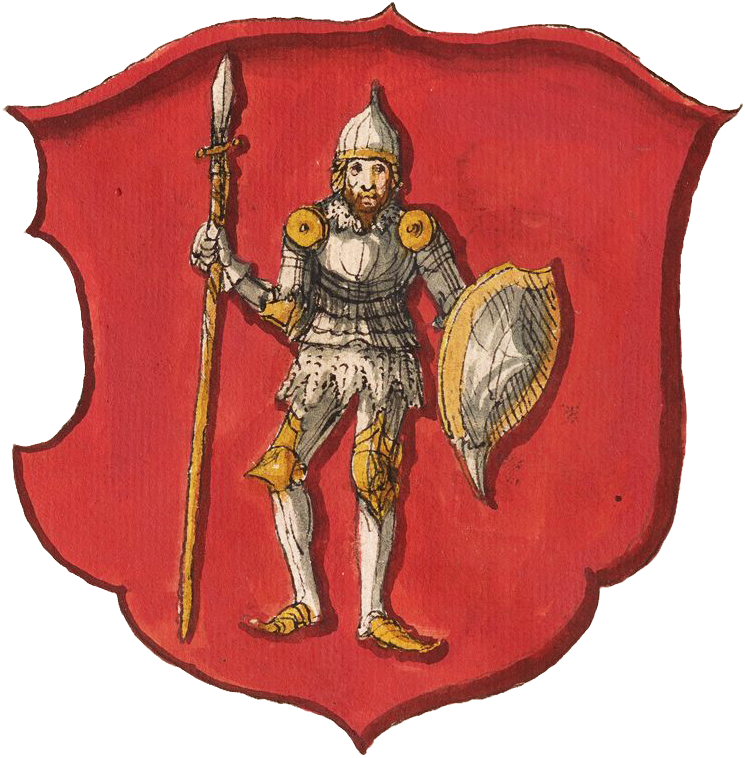
Герб Трокского воеводства из гербовника Armorial Lyncenich, 1430-е гг.
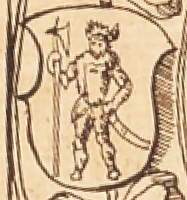
Герб воеводства из польского издания Статута ВКЛ, 1614 г.
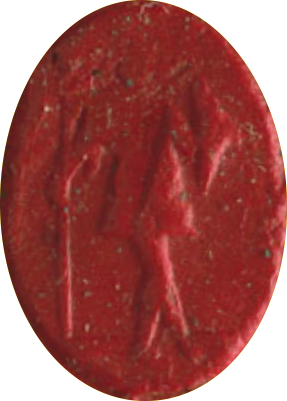
С большой литовской печати Станислава Августа, 1764 г.
Реконструкция лицевой стороны Трокской хоругви времён русско-польской войны 1609—1618 гг.
Герб Тракайского района Литвы, 1998 г.